# Hawker Siddeley Harrier
Hawker Siddeley Harrier GR.1/GR.3 và AV-8A Harrier là thế hệ đầu tiên của series máy bay Harrier do Anh quốc chế tạo, được sử dụng với các nhiệm vụ đầu tiên là hỗ trợ mặt đất, trinh sát, máy bay tiêm kích với khả năng thực hiện thao tác V/STOL. Harrier chỉ thật sự là một thiết kế V/STOL thành công sau những thành tựu xuất hiện trong thập niên 1960, và nó cũng là một thiết kế V/STOL thành công duy nhất của NATO cho đến khi F-35 Lightning II được phát triển vào đầu thập niên 2000.
Harrier được dùng để phát triển lại cho các thiết kế khác rộng rãi, dẫn tới các phương án khác là BAE Harrier II và AV-8B Harrier II, chúng được chế tạo bởi hãng British Aerospace/BAE Systems và McDonnell Douglas.

## Bối cảnh
Hawker P.1127 và Hawker Siddeley Kestrel FGA.1 là những máy bay được phát triển đầu tiên đã dẫn đến loại máy bay Hawker Siddeley Harrier sau này.

### P.1127
Dòng máy bay Harier bắt đầu với mẫu máy bay Hawker P.1127. Việc thiết kế bắt đầu vào năm 1957 bởi Ngài Sydney Camm, Ralph Hooper của công ty Hawker Aviation và Stanley Hooker (sau này là Ngài Stanley) của công ty Bristol Engine Company. Thiết kế này sử dụng một động cơ phản lực chỉnh hướng phụt có tính chất đổi mới nhiều hơn là sử dụng động cơ roto hay một động cơ phản lực đẩy trực tiếp, chuyến bay cất cánh thẳng đứng đầu tiên của nó diễn ra vào ngày 21 tháng 10-1960. 6 mẫu thử nghiệm đã được chế tạo trong tổng số những chiếc được chế tạo, một trong số những chiếc thử nghiệm đã mất trong một triển lãm hàng không.

### Kestrel FGA.1

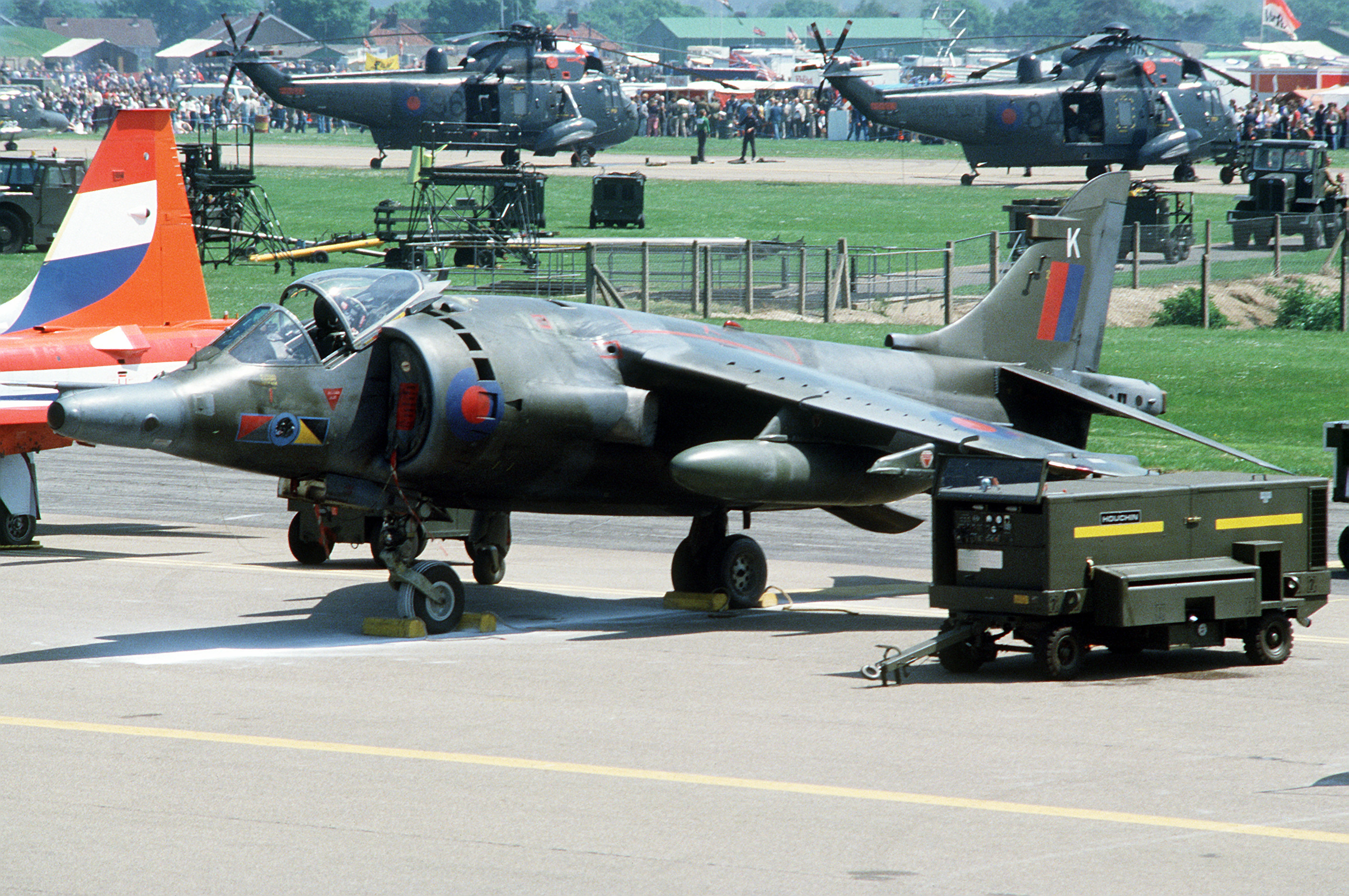
Một chiếc Harrier GR. Mark 3 của RAF trong triển lãm hàng không Air Fete '84 tại RAF Mildenhall.

Sự phát triển trực tiếp của P.1127 với Hawker Siddeley Kestrel FGA.1, đã dẫn đến sự hình thành nên công ty Hawker Siddeley Aviation. Kestrel hoàn toàn là một máy bay dùng để đánh giá, và chỉ có 9 chiếc được chế tạo, chuyến bay đầu tiên vào ngày 7 tháng 3-1964.
Chúng được trang bị cho Phi đội đánh giá ba bên được hình thành tại RAF West Raynham ở Norfolk với 10 phi công thử nghiệm đến từ RAF, Hoa Kỳ và Tây Đức. Một chiếc máy bay đã bị mất nhưng những chiếc còn lại đã được chuyển cho Mỹ để được đánh giá bởi Lục quân, Không quân và Hải quân dưới tên gọi XV-6A Kestrel.
60 chiếc máy bay đã được Không quân Hoàng gia Anh đặt chế tạo vào năm 1966, và những chiếc Harrier sản xuất đầu tiên, được biết đến với tên gọi P.1127(RAF) bay vào giữa năm 1967.

### P.1127(RAF)
Vào thời điểm phát triển P.1127, Hawker cũng bắt đầu thiết kế một phiên bản siêu âm mang tên Hawker P.1154. Sau đó nó đã bị hủy bỏ vào năm 1965, RAF bắt đầu quan tâm đến một sự nâng cấp đơn giản đối với Kestrel thành P.1127(RAF).
Trong giữa năm 1966, P.1127(RAF) đã được đặt hàng bởi RAF với tên gọi Harrier GR.1, với chiếc đầu tiên bay vào năm 1967.

## Các phiên bản
Harrier GR.1

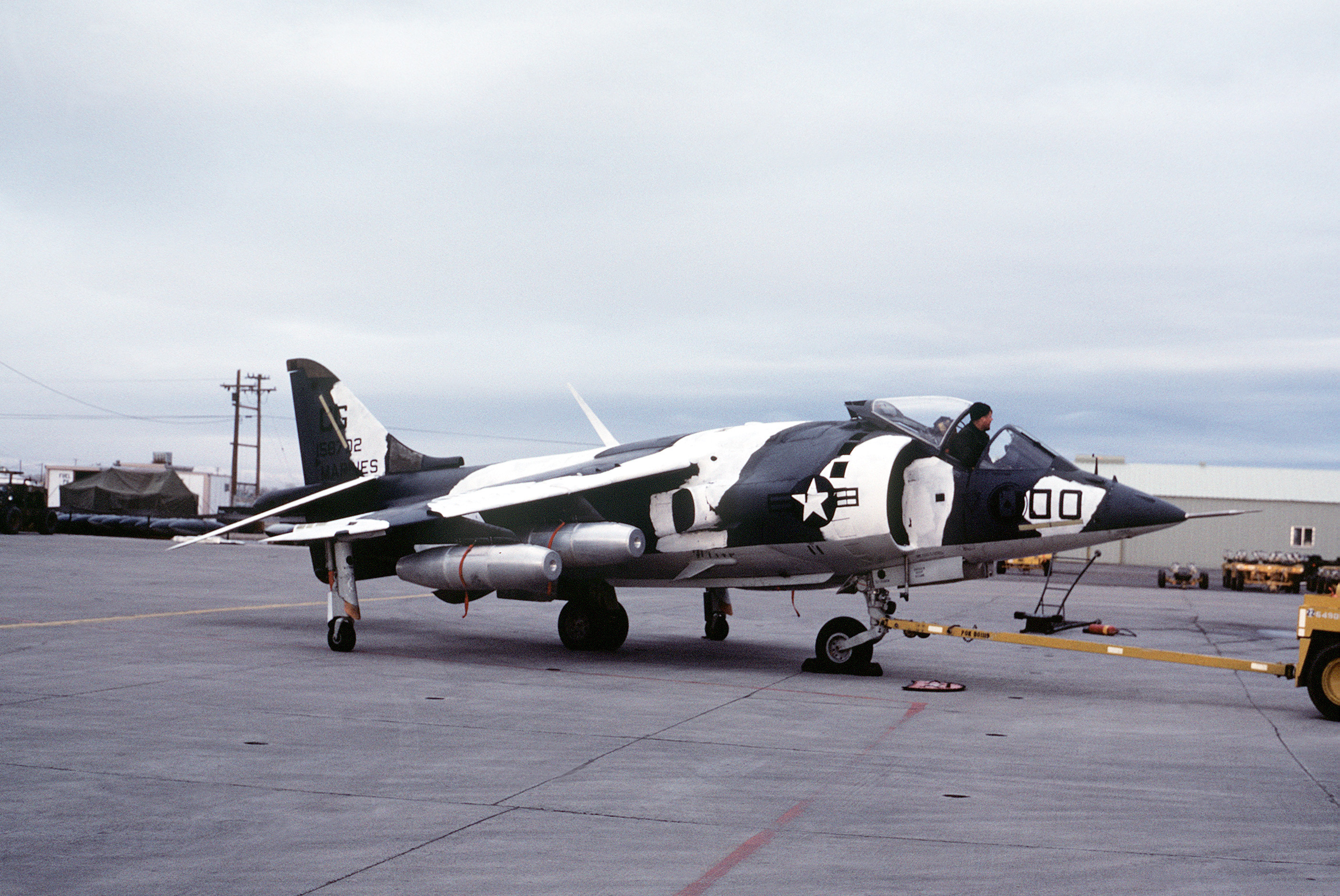
AV-8A của phi đội VMA-231 với vỏ ngụy trang trong các chuyến bay hoạt động. Harrier có 2 quả bom napan ở cánh phải.

Hawker Siddeley Harrier GR.1 là kiểu được sản xuất đầu tiên xuất phát từ Kestrel, nó bay lần đầu tiên vào 28 tháng 12-1967, và bắt đầu phục vụ trong biên chế RAF vào 1 tháng 4-1969. Những chiếc máy bay này được chế tạo tại những nhà máy ở Kingston trên sông Thames phía tây nam London và ở Dunsfold, Surrey. Những nhà máy chế tạo máy bay này nằm cạnh một sân bay được dùng để bay thử nghiệm; cả hai nhà máy hiện đã đóng cửa.
Kỹ thuật nhảy ski cho kiểu cất cánh STOVL dùng cho Harrier sử dụng để phóng đi từ các tàu sân bay của Hải quân Hoàng gia Anh được kiểm tra tại sân bay của hải quân hoàng gia là RNAS Yeovilton (HMS Heron), Somerset. Những boong tàu dùng để máy bay cất cánh đã được chế tạo với một đường cong hướng lên tới mũi tàu sau những kết luận về thành công của những cuộc thử nghiệm cất cánh.
Kỹ thuật không chiến điều khiển máy bay có hướng trong chuyến bay về phía trước, hay viffing, đã được phát triển bởi USMC trên dòng máy bay Harrier với chiến thuật vượt trội hơn so với máy bay quân địch hay với những vũ khí khác.
Harrier GR.1A

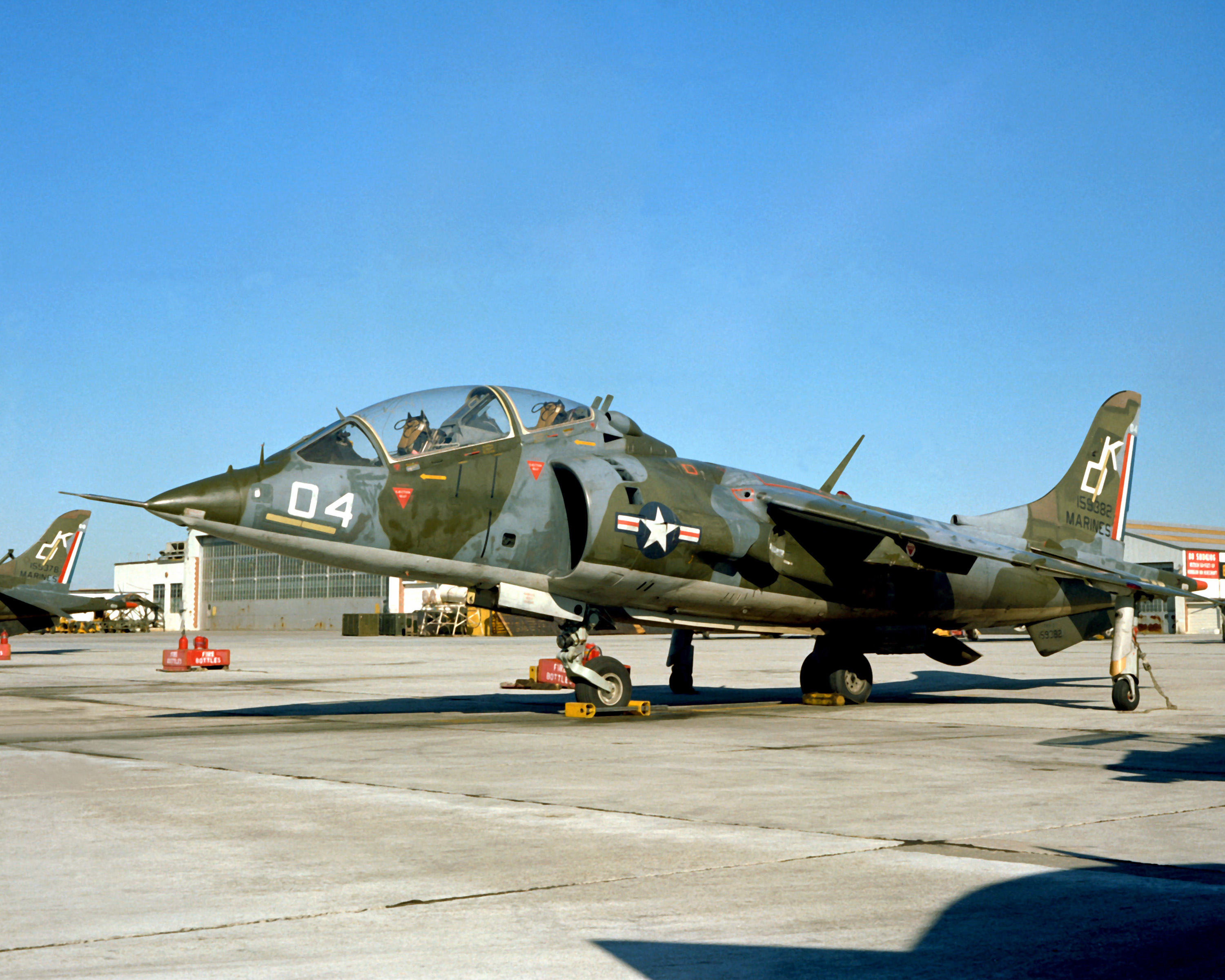
TAV-8A Harrier thuộc Phi đội tấn công (Huấn luyện) 203 (VMAT-203) đang đỗ trên đường băng.

GR.1A là một phiên bản nâng cấp của GR.1, thay đổi chính là nâng cấp động cơ Pegasus Mk 102. 58 chiếc GR.1A đã được chế tạo cho RAF, 17 chiếc GR.1A đã được chế tạo và 41 chiếc khác sẽ được nâng cấp.
Harrier GR.3
Harrier GR.3 được đề cao với những cảm biến cải tiến (như một bộ theo dõi bằng laser trong phần mũi được kéo dài) cũng như biện pháp đối phó và một động cơ Pegasus Mk 103 được nâng cấp mạnh hơn và sẽ là sự phát triển cuối cùng thế hệ Harrier thứ nhất. Kiểu Harrier này đã được sử dụng trong Chiến tranh Falklands.
RAF đã đặt chế tạo 118 chiếc GR.1/GR.3 series Harrier.
Harrier T.2
Phiên bản huấn luyện 2 chỗ của RAF (không quân hoàng gia Anh).
Harrier T.2A
Harrier T.2A là một phiên bản nâng cấp của T.2. T.2A được trang bị 1 động cơ phản lực Rolls-Royce Pegasus Mk 102.
Harrier T4
Phiên bản huấn luyện 2 chỗ của RAF.
Harrier T4N
Phiên bản huấn luyện 2 chỗ cho hải quân hoàng gia Anh.
Harrier Mk 52
Máy bay thao diễn 2 chỗ. Chỉ có 1 chiếc được chế tạo.
AV-8A Harrier
Phiên bản tấn công mặt đất một chỗ, hỗ trợ mặt đất, tiêm kích trinh sát. Những chiếc AV-8 của Thủy quân Lục chiến Hoa Kỳ rất giống với phiên bản GR.1 đầu tiên, nhưng với động cơ của GR.3. 113 chiếc đã được Thủy quân Lục chiến Hoa Kỳ và Hải quân Tây Ban Nha đặt mua. AV-8A được trang bị với 2 pháo ADEN 30 mm ở dưới thân, và 2 tên lửa không đối không AIM-9 Sidewinder. Máy bay được trang bị động cơ phản lực Roll-Royce Pegasus Mk 103 lực đẩy 21.500 lbf (95.6 kN). Nó cũng có khả năng thao diễn và là một máy bay tiêm kích trên không đầy sức mạnh, nó có khả năng vượt trội hơn một số máy bay chiến đầu khác. Tên gọi khác của nó là Harrier Mk 50.
AV-8C
Phiên bản nâng cấp AV-8A cho thủy quân lục chiến Mỹ.
AV-8S Matador
Phiên bản xuất khẩu của AV-8A Harrier cho Hải quân Tây Ban Nha. Sau đó cũng được bán cho Hải quân Hoàng gia Thái Lan. Hải quân Tây Ban Nha gọi loại máy bay này với tên gọi VA-1 Matador. Tên gọi khác là Harrier Mk 53 cho đợt sản xuất đầu tiên và Harrier Mk 55 cho đợt sản xuất thứ hai.
TAV-8A Harrier
Phiên bản huấn luyện 2 chỗ cho thủy quân lục chiến Mỹ. TAV-8A Harrier được trang bị động cơ phản lực sức đẩy 21.500-lb Rolls-Royce Pegasus Mk 103. Tên gọi khác của nó là Harrier Mk 54.
TAV-8S Matador
Phiên bản huấn luyện xuất khẩu của TAV-8A Harrier cho Hải quân Tây Ban Nha. Sau đó bán cho Hải quân Hoàng gia Thái Lan. Hải quân Tây Ban Nha VAE-1 Matador. Tên gọi khác của nó là Harrier Mk 54.

## Điều khiển và trình diễn
Xem:Harrier Jump Jet#Điều khiển và trình diễn

## Lịch sử hoạt động

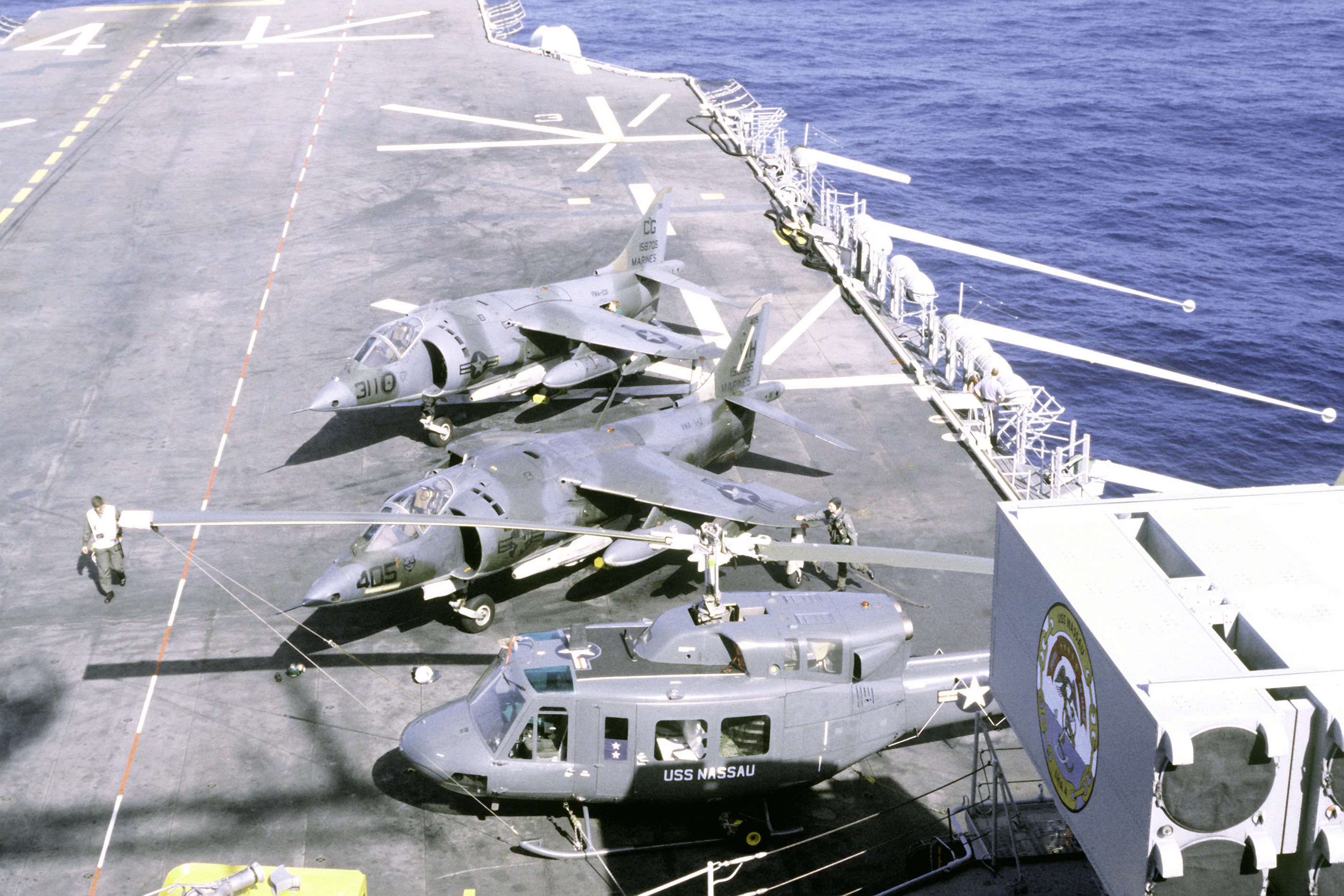
2 chiếc AV-8A và 1 chiếc trực thăng UH-1 trên tàu USS NASSAU (LHA-4).

Kinh nghiệm chiến đấu chính của Harrier trong biên chế hoạt động ở Anh được tích lũy trong Chiến tranh Falklands, trong cuộc chiến này cả Sea Harrier và Harrier GR.3 đều được sử dụng. Sea Harrier, dựa vào GR3, đã có vai trò quan trọng đối với những hoạt động của hải quân. 20 chiếc Sea Harrier đã hoạt động trên các tàu sân bay HMS Hermes và Invincible chủ yếu với nhiệm vụ phòng không. Mặc dù chúng đã phá hủy 21 máy bay Argentina trong các trận không chiến (một phần vì việc những chiếc Harrier sử dụng phiên bản mới nhất của tên lửa Sidewinder do Mỹ cung cấp và các hoạt động của máy bay Argentina có giới hạn) nhưng chúng không thể chứng minh sức mạnh vượt trội trên không và ngăn chặn các cuộc tấn công của Argentina trong thời gian ban ngày lẫn ban đêm và cũng không thể chặn đứng được những chuyến bay hàng ngày của máy bay vận tải C-130 Hercules đến quần đảo. 2 chiếc Sea Harrier đã bị mất do hỏa lực mặt đất và 4 chiếc khác gặp rủi ro tai nạn khi hoạt động, không phải do máy bay của Argentina gây ra.
Harrier GR.3 được sử dụng bởi RAF và đã cung cấp những hỗ trợ cho lực lượng dưới mặt đất và tấn công những vị trí của quân Argentina nhưng chúng không thể phá hủy được đường băng của sân bay trên đảo Port Stanley. Nếu những chiếc Sea Harrier bị thiệt hại nhiều hơn thì chúng sẽ bị thay thế trong các nhiệm vụ tuần tra trên không.
Những chiếc Harrier thuộc RAF không được nhìn thấy trong các trận chiến khác, Hawker Siddeley đã được thay thế bởi loại Harrier II lớn hơn được McDonnell Douglas phát triển chế tạo.

## Các quốc gia sử dụng
- Tây Ban Nha
  - Hải quân Tây Ban Nha
    - Các phi đội:

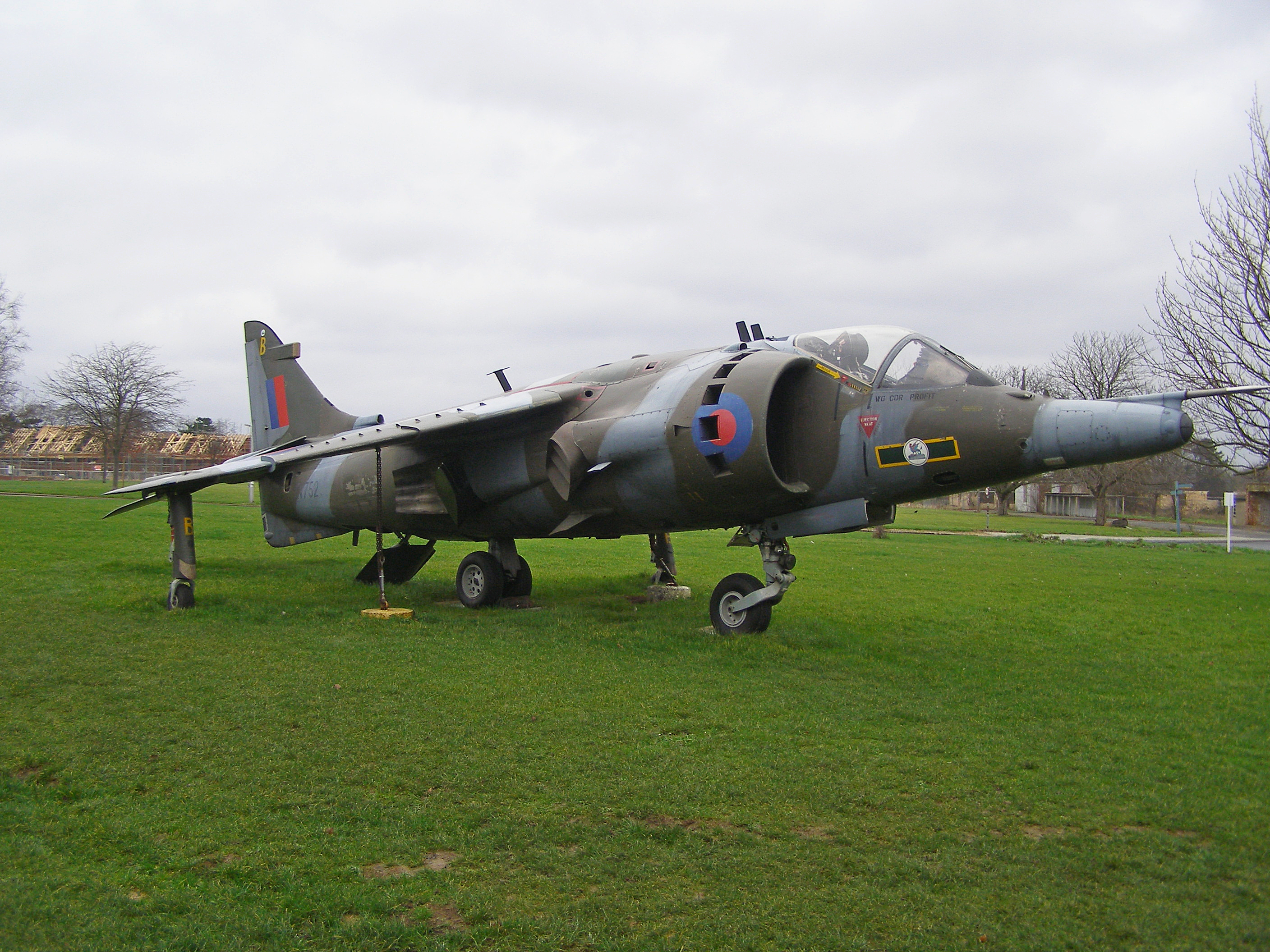
Một chiếc Harrier GR3 thuộc RAF trưng bày tại Bletchley Park, Anh.

    - Phi đội số 008 Escuadrilla - AV-8S và TAV-8S Matador
- Thái Lan
  - Hải quân Hoàng gia Thái Lan
    - Các phi đội:
    - Phi đội số 1 (Đơn vị bay trên tàu sân bay HTMS Chakri Nareubet)
- Anh Quốc
  - Không quân Hoàng gia Anh
    - Các căn cứ:
    - RAF Gütersloh
    - RAF Cottesmore
    - RAF Wittering
    - Các phi đội:
    - Phi đội số 1 RAF
    - Phi đội số 3 RAF - cho đến khi thay thế bằng GR.5
    - Phi đội số IV RAF
    - Phi đội số 20 RAF - Harrier GR.1
    - Đơn vị hợp thành:
    - Đơn vị chuyển đổi hoạt động số 233 RAF
    - Đơn vị bay số 1417 RAF - Triển khai đến quốc gia Trung Mỹ là Belize từ năm 1981 đến năm 1993.
    - No. 1453 Flight RAF - Triển khai đến Port Stanley, thuộc Quần đảo Falkland từ tháng 6 năm 1982 đến năm 1985.
- Hoa Kỳ
  - Thủy quân Lục chiến Hoa Kỳ
    - Các phi đội:
    - VMA-231 - AV-8A và C Harrier
    - VMA-513 - AV-8A và C Harrier
    - VMA-542 - AV-8A và C Harrier
    - VMAT-203 - TAV-8A Harrier

## Thông số kỹ thuật (Harrier GR.1)

### Đặc điểm riêng
- Phi đoàn: 1
- Chiều dài: 45 ft 7 in (13.90 m)
- Sải cánh: 25 ft 3 in (7.70 m)
- Chiều cao: 11 ft 4 in (3.45 m)
- Diện tích cánh: 208 ft² (18,68 m²)
- Trọng lượng rỗng: 12.190 lb (5.530 kg)
- Trọng lượng cất cánh: 17.260 lb (7.830 kg)
- Trọng lượng cất cánh tối đa: 25.350 lb (11.500 kg)
- Động cơ: 1× động cơ phản lực Rolls-Royce Pegasus 101, lực đẩy 19.000 lbf (84.5 kN)

### Hiệu suất bay
- Vận tốc cực đại: 735 mph (0.97 mach) (1.185 km/h)
- Tầm bay: 1200 dặm (km)
- Trần bay: 49.200 ft (15.000 m)
- Vận tốc lên cao: n/a
- Lực nâng của cánh: n/a
- Lực đẩy/trọng lượng: 1.10

### Vũ khí
- 2x pháo ADEN 30 mm dưới thân máy bay
- Bom, thiết bị trinh sát, tên lửa dẫn đường AS-37 Martel hoặc AIM-9D treo trên 5 giá treo vũ khí.

## Văn hóa đại chúng
Một số chiếc Harrier đã xuất hiện trong một số bộ phim và trò chơi điện tử.

## Nội dung liên quan

### Máy bay có cùng sự phát triển
- Hawker Siddeley P.1154

### Máy bay có tính năng tương đương
- Boeing X-32
- F-35 Lightning II
- Yakovlev Yak-38
- Rockwell XFV-12

### Danh sách tiếp theo
- Hawker Hunter - P.1127/Kestrel - Harrier - Nimrod - Hawk
- Quân đội Mỹ: ← A-5 - A-6 - A-7 - AV-8 - YA-9 - A-10 - A-12
- Quân đội Mỹ: ← XV-5 - XV-6 - CV-7 - XV-8/AV-8 - XV-9 - OV-10 - XV-11 →